# Kooks (chanson de David Bowie)
Ne doit pas être confondu avec The Kooks.
Kooks (en anglais : excentriques, dingues) est une chanson de l'auteur-compositeur-interprète anglais David Bowie, qui apparaît sur son album de 1971 Hunky Dory.  
Elle est écrite pour à son fils nouveau-né Duncan Jones (sur la pochette de l'album figure une dédicace à « Small Z » — Z comme Zowie, le prénom originel de Duncan), et se veut être un pastiche de mélodies de l'album de Neil Young After de Gold Rush que Bowie écoute à la maison le 30 mai 1971 quand il apprend qu'il est père. Bowie s'adresse à son fils :
« Soon you'll grow so take a chance
With a couple of Kooks
Hung up on romancing. »
« Bientôt tu vas grandir, alors saisis ta chance
Avec un couple de dingues
Accroché à la romance. »
où le couple de dingue est évidemment Bowie et sa femme Angela Barnett. 
C'est en référence à elle que le groupe britannique The Kooks a choisi son nom. 

## Versions
- La version retenue pour Hunky Dory est enregistrée aux studios Trident de Londres pendant l'été 1971.
- Avant cet enregistrement Kooks est captée pour l'émission radiodiffusée In Concert de la BBC In Concert animée par John Peel le 3 juin 1971 (diffusée le 20 juin 1971). Cet enregistrement parait en 2000 sur l'album Bowie at the Beeb .
- La chanson a de nouveau été enregistrée pour l'émission de radio BBC Sounds of the Seventies de Bob Harris le 21 septembre 1971 (diffusée le 4 octobre 1971).

## Crédits
- David Bowie : chant et chœurs, guitare acoustique
- Mick Ronson : arrangement de cordes
- Trevor Bolder : basse, trompette
- Mick Woodmansey : batterie
- Rick Wakeman : piano

## Reprises
Kooks a été reprise notamment par les Smashing Pumpkins, Tindersticks, Danny Wilson, Robbie Williams, Brett Smiley, Ana Faroe, Kim Wilde.